# Gabriel Cano de Aponte

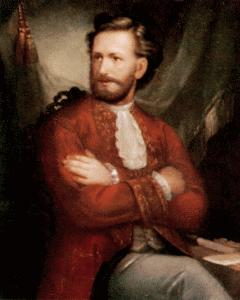
Gabriel Cano de Aponte, Gouverneur von Chile

Gabriel Cano de Aponte (* 1665 in Mora (Toledo), Spanien; † 11. November 1733 in Santiago de Chile) war ein spanischer Offizier, der von 1717 bis 1733 als Gouverneur von Chile amtierte.

## Leben

### Herkunft und Jugend
Cano wurde in der Nähe von Toledo als Sohn von Joan Cano Ruiz und seiner Ehefrau Josefa de Aponte Carvajal in eine wohlhabende Adelsfamilie geboren.
Er trat in den Dienst der Krone. Unter König Karl II. kämpfte er von 1690 bis 1697 in Flandern im Krieg gegen Frankreich und tat sich bei der Einnahme von Namur hervor. Im Spanischen Erbfolgekrieg schloss er sich den französischen Streitkräften unter dem späteren König Philipp V. an. Beim Sieg der Franzosen gegen die Habsburger bei der Bühl-Stollhofener Linie in der Nähe von Straßburg zeichnete er sich ebenso aus wie beim Überfall auf Gent. Er heiratete Maria Campos, eine gebürtige Brüsselerin, die allerdings bereits 1713 starb.
1710 ging er nach Spanien, focht beim Feldzug in Aragón, bei der Schlacht bei Saragossa und der Einnahme von Barcelona. Nachdem die spanischen Truppen bis dahin weitgehend in Landsknechtsmanier fochten, führte der neue König eine straffere Organisation mit strikten Hierarchien ein, die er aus Frankreich mitbrachte. Cano profitierte davon und stieg in rascher Reihe zum Feldmarschall auf und erhielt den Orden von Calatrava. 1715 wurde er zum Generalleutnant (spanisch: teniente general) befördert.

### Amtszeit als Gouverneur von Chile

#### Amtsantritt
Am 31. Oktober 1715 ernannte Philipp V. ihn zum Gouverneur von Chile. Am 5. Januar 1716 heiratete er in Pamplona zum zweiten Mal, Francisca Velas de Medrano Navarra y Puelles, mit der er nach Santiago fuhr. Anfang 1717 schiffte er sich in Cádiz ein und erreichte im Juli den Río de la Plata. Mit ihm fuhr Bruno Mauricio de Zavala, der zum Gouverneur in Buenos Aires bestimmt war. Cano wartete den Frühlingsbeginn im Oktober ab, bevor er die Andenüberquerung wagte. Am 16. Dezember 1717 hielt er feierlichen Einzug in Santiago de Chile und wurde dort am folgenden Tag von den Vertretern der Real Audiencia von Chile empfangen und in sein Amt eingeführt.

#### Kampf gegen Schmuggler und Piraten
Cano hatte aus Spanien Instruktionen erhalten, den Schmuggel durch französische und englische Schiffe und die Freibeuterei durch Korsaren zu unterbinden. Allerdings fehlte den Behörden generell im Kampf gegen die Schmuggler die Unterstützung der Bevölkerung, die von den niedrigen Preisen durch die zollfreie Schmuggelware profitierte.
Sein Neffe, Manuel de Salamanca, der ihn aus Spanien begleitet hatte, wurde Anfang 1718 mit neuen Waffen aus Buenos Aires ausgestattet zum Generalinspekteur der Kavallerie ernannt und sollte ihn in dieser Aufgabe unterstützen. 1719 wurden in Concepción die Befestigungen ausgebaut und die Angriffe des Freibeuters George Shelvocke zurückgeworfen.

#### Verhandlungen mit den Indianern
Indigene Aufständische hatten 1718 auf Chiloé eine Jesuiten-Mission angegriffen und zerstört. Eine Strafexpedition verlief wirkungslos. Danach lebte man in friedlicher Koexistenz, bis 1722 Gerüchte von einem bevorstehenden Indianeraufstand kursierten. Im März 1723 kam es tatsächlich zu Angriffen der Indianer auf Befestigungsanlagen. Mit 500 Soldaten vertrieben die Spanier unter Salamanca die Indios. Danach beruhigte sich die Lage wieder und mündete in einem Friedensschluss 1725 und einem Parlamento von Negrete 1727.

#### Infrastrukturmaßnahmen
Erste Pläne zur Verbindung der Flüsse Río Mapocho und Río Maipo wurden erörtert, aber nicht weiter verfolgt.
Konkrete praktische Verbesserungen für die Bevölkerung erreichte er bei der Müllentsorgung und Straßenreinigung von Santiago sowie bei der Brandprävention.
Am 8. Juli 1730 erschütterte ein schweres Erdbeben Chile und zerstörte große Teile von Santiago. Da die ersten Erdstöße frühzeitig zu spüren waren, hielten sich die Personenschäden in Grenzen, aber die meisten Häuser waren betroffen, zumal einige Tage später eine Überflutung des Mapocho folgte.

### Charakter
Cano war rüstig und von jugendlicher Erscheinung. Vor allem an Reiterspielen war er sehr interessiert. Galanten Abenteuern war er ebenfalls nicht abgeneigt.

### Ablösung und Tod
Am 24. Dezember 1731 entschied König Philipp V., dass Cano zurück nach Europa in den Ruhestand gehen dürfe und durch Bruno Mauricio de Zabala ersetzt werden solle. Cano durfte allerdings wegen neuer drohender Indianerangriffe erst nach Eintreffen des Nachfolgers abreisen und wartete in Santiago auf seine Ablösung. Am 27. Juli 1733, am Jakobustag (spanisch: Santiago), (nach anderen Quellen: im März) stürzte der 68-Jährige vom Pferd und verletzte sich schwer. Seine Situation verschlimmerte sich mit der Zeit, und am 4. November 1733 schrieb die Audiencia einen Brief an den König, dass der Gouverneur im Sterben liege. Vom Verbleib des designierten Nachfolgers war in Chile nichts bekannt.
Am 11. November 1733 starb Gabriel Cano de Aponte. Seine Amtszeit war die längste eines spanischen Gouverneurs in Chile. Von allen Regierungschefs in Chile wurde er in der Dauer der Amtsführung nur von Augusto Pinochet übertroffen.